# Criminalité financière
La criminalité financière est un domaine particulier de la criminalité regroupant les activités financières illégales, échappant aux lois des différents pays. On parle aussi d'escroquerie et de « criminalité en col blanc ». Elle n'inclut généralement pas l'escroquerie pratiquée envers les particuliers, même si celle-ci est bien souvent à caractère financier, mais plutôt les délits commis à la faveur d'un emploi dans un organisme (association, entreprise, parti, syndicat...), souvent au détriment de celui-ci.
Cette criminalité peut se développer à des échelles diverses :
- au niveau des grands mouvements de capitaux internationaux, ces activités sont très souvent exercées avec le concours de paradis financiers (souvent confondus avec les paradis fiscaux, certains d'entre eux pouvant être à la fois l'un et l'autre). La lutte contre la criminalité financière se heurte alors souvent aux limites des justices nationales qui n'ont pas d'outils juridiques suffisamment adaptés face à des phénomènes internationaux de grande ampleur. Ces limites sont amplifiées par les intérêts des grandes puissances, celles du G8 par exemple, dont les économies sophistiquées et gourmandes en capitaux se livrent à une concurrence acharnée ;
- au niveau des entreprises, des organismes sociaux, d'organismes divers, tels que des ONG, des associations, des collectivités territoriales, il s'agit bien souvent de réseaux mafieux qui opèrent pour protéger ou favoriser des intérêts économiques, politiques ou sociaux. Corrélativement, on constate généralement un enrichissement personnel ;
- à des niveaux plus modestes, cette criminalité peut concerner de simples détournements de fonds au profit d'une personne ou d'un groupe de personnes.

Mais comme le rappelle l'économiste Steven Levitt, « on ne connaît que fort peu les détails de cette délinquance (…) parce que l'on manque de données » et il ajoute : « la plupart des auteurs de détournements de fonds mènent une existence paisible théoriquement heureuse ; les employés qui se servent dans les poches de l'entreprise ne sont que rarement confondus ».

## Criminalité en col blanc
Aux États-Unis, la recherche sur la criminalité en col blanc a été lancée en 1945 par le sociologue Edwin Sutherland. C'est à la suite de la Grande Dépression que Sutherland définit ce type de criminalité dont les acteurs font partie des élites financières et politiques.
La criminalité en col blanc est un des éléments déclencheurs de nombreuses crises financières. Celle des Saving and loan dans les années 1980 ou celle des Subprimes plus récemment.
Aux États-Unis, le coût de la criminalité en col blanc est estimé à 1 000 milliards de dollars par an selon les données du ministère de la Justice. Cette criminalité représente un coût de 20 à 30 fois supérieur à celui des crimes ordinaires contre les biens (cambriolages, hold-up, vols de voitures, etc.).

## Moyen de lutte
En France, sur le plan judiciaire, un panel de délits définissent la criminalité financière. Les juges d'instruction peuvent mener des enquêtes, comme Renaud Van Ruymbeke, du pôle financier du tribunal de Paris. Historiquement, la douane est l'un des organes de répression de la criminalité financière.
Aujourd'hui, des économistes hétérodoxes plaident pour des institutions permettant de donner aux régulateurs les moyens de faire leur travail. Ils proposent par exemple de créer une agence d'autorisation de mise sur le marché des produits financiers ou encore la mise en place de mécanismes de protection des lanceurs d'alerte.
Les techniques de blanchiment d’argent, de corruption et de financement du terrorisme vont continuer d'évoluer rapidement. Elles recourront à des technologies nouvelles de plus en plus sophistiquée et à l’exploitation de personnes vulnérables. Le lien avec la cybercriminalité va se renforcer. L’afflux de fonds criminels sur les grands marchés immobiliers occidentaux va probablement s’étendre à un plus grand nombre de villes et de pays.
Les professionnels de la conformité ont aussi un devoir de lutte contre le blanchiment d'argent et le financement du terrorisme et doivent être très attentifs à la fluidité des comportements criminels et réagir en conséquence. Il sera essentiel pour les institutions financières d’assurer un suivi plus agile des transactions pour pouvoir démontrer aux autorités de règlementation que leurs processus ont permis de stopper efficacement des transactions destinées à des personnes morales ou physiques sanctionnées.

## Liste de crimes et délits financiers
- Abus de biens sociaux
- Abus de position dominante
- Appel d'offres
- Blanchiment d'argent
- Cavalerie
- Corruption
- Corruption et trafic d'influence en droit français
- Délit d'initié
- Détournement de fonds
- Escroquerie
- Faillite frauduleuse
- Fraude fiscale
- Trafic d'influence